# Фейтфулл, Марианна
Марианна Эвелин Габриэль Фейтфулл (англ. Marianne Evelyn Gabriel Faithfull; 29 декабря 1946[…], Хампстед, Лондон — 30 января 2025, Лондон) — английская певица и актриса. Добилась популярности в 1960-х годах после выхода хита «As Tears Go By» и стала одной из ведущих исполнительниц во время «британского вторжения» в США.
Родилась в лондонском районе Хампстед, она начала свою карьеру в 1964 году после посещения вечеринки Rolling Stones, где на неё обратил внимание Эндрю Луг Олдхэм. Её дебютный альбом Marianne Faithfull, выпущенный в 1965 году, одновременно с альбомом Come My Way, имел коммерческий успех, после чего она записала ряд альбомов на Decca Records. С 1966 по 1970 год Фейтфулл находилась в романтических отношениях с Миком Джаггером, что активно обсуждалось в прессе. Её популярность ещё сильнее возросла благодаря ролям в кино, таким как I'll Never Forget What's'isname (1967), «Мотоциклистка» (1968) и «Гамлет» (1969). Однако в 1970-х годах популярность Фейтфулл была омрачена проблемами со здоровьем и материальным положением: она страдала анорексией, потеряла жильё и стала героиновой наркоманкой.
Известная своим характерным голосом, в юности отличалась мелодичным высоким тембром, но в 1970-х годах из-за тяжёлого ларингита в сочетании с постоянным злоупотреблением наркотиками её голос необратимо изменился, став ниже и получив хриплый «надтреснутый» тембр. Этот новый звук некоторые критики называли «пропитанным виски», при этом встречалось мнение, что именно он помог передать сильные необузданные эмоции в более поздних песнях Фейтфулл.
После долгого отсутствия в индустрии в 1979 году выпустила альбом Broken English, получивший высокую оценку критиков. Альбом имел коммерческий успех и ознаменовал возрождение её музыкальной карьеры. Broken English принёс Фейтфулл номинацию на премию «Грэмми» за лучший женский рок-вокал и часто рассматривается как её важнейшая пластинка. После этого она выпустила ряд альбомов, включая Dangerous Acquaintances (1981), A Child’s Adventure (1983) и Strange Weather (1987). Фейтфулл также написала три книги о своей жизни: Faithfull: An Autobiography (1994), Memories, Dreams & Reflections (2007) и Marianne Faithfull: A Life on Record (2014).
Включена в список «100 величайших женщин рок-н-ролла» телеканала VH1. В 2009 году на церемонии вручения премии Women’s World Awards она получила награду World Lifetime Achievement Award, а правительство Франции присвоило ей звание кавалера Ордена искусств и литературы.

## Ранние годы
Родилась в Хампстеде, Лондон. Её единокровный брат — художник Саймон Фейтфулл. Их отец, майор Роберт Глинн Фейтфулл, был офицером британской разведки и профессором итальянской литературы в Бедфордском колледже Лондонского университета. Семья Роберта Глинна Фейтфулла жила в Ормскирке (Ланкашир), пока он защищал докторскую диссертацию в Ливерпульском университете.
Мать Фейтфулл, Ева, была дочерью австро-венгерского дворянина Артура Вольфганга, Риттера фон Захер-Мазоха (1875—1953). Ева предпочитала называть себя Евой фон Захер-Мазох, баронессой Эриссо. В ранние годы Ева была балериной в труппе Макса Рейнхардта и танцевала в постановках произведений немецкого театрального дуэта Бертольта Брехта и Курта Вайля.
Мать Фейтфулл родилась в Будапеште и переехала в Вену в 1918 году. Семья Захер-Мазох тайно выступала против нацистского режима в Вене. Разведывательная работа отца Фейтфулл в британской армии привела его к контакту с этой семьёй, и так он познакомился с Евой, своей будущей женой. Дед Фейтфулл по материнской линии имел аристократические корни в династии Габсбургов, а бабушка Фейтфулл по материнской линии была еврейкой.
Братом прадеда Фейтфулл по материнской линии был Леопольд фон Захер-Мазох, чей эротический роман «Венера в мехах» породил слово «мазохизм». Что касается её корней в австрийской аристократии, Фейтфулл узнала в британском телесериале «Кто вы, по-вашему, такие?», что члены семьи носили титул Риттер фон Захер-Мазох, соответствующий английский титул — баронет, наследуемое рыцарское звание.

### Детство
Семья жила в Ормскерке, Ланкашир. Часть своей молодости провела в коммуне в Брейзиерс Парк, Оксфордшир, основанной Джоном Норманом Глейстером, где жил её отец, который также сыграл важную роль в основании коммуны. Её родители развелись, когда ей было шесть лет, после чего она вместе с матерью переехала на Милман Роуд в Рединге. Её начальная школа находилась в Брикстоне. Фейтфулл жила в стеснённых обстоятельствах, её детство было омрачено приступами туберкулёза. Она училась на благотворительные субсидии (стипендия) в римско-католической монастырской школе Святого Иосифа в Рединге, где некоторое время была еженедельной пансионеркой. Она так же училась в школе Святого Иосифа и была членом студенческой труппы Progress Theatre.

## Карьера певицы

### 1960-е

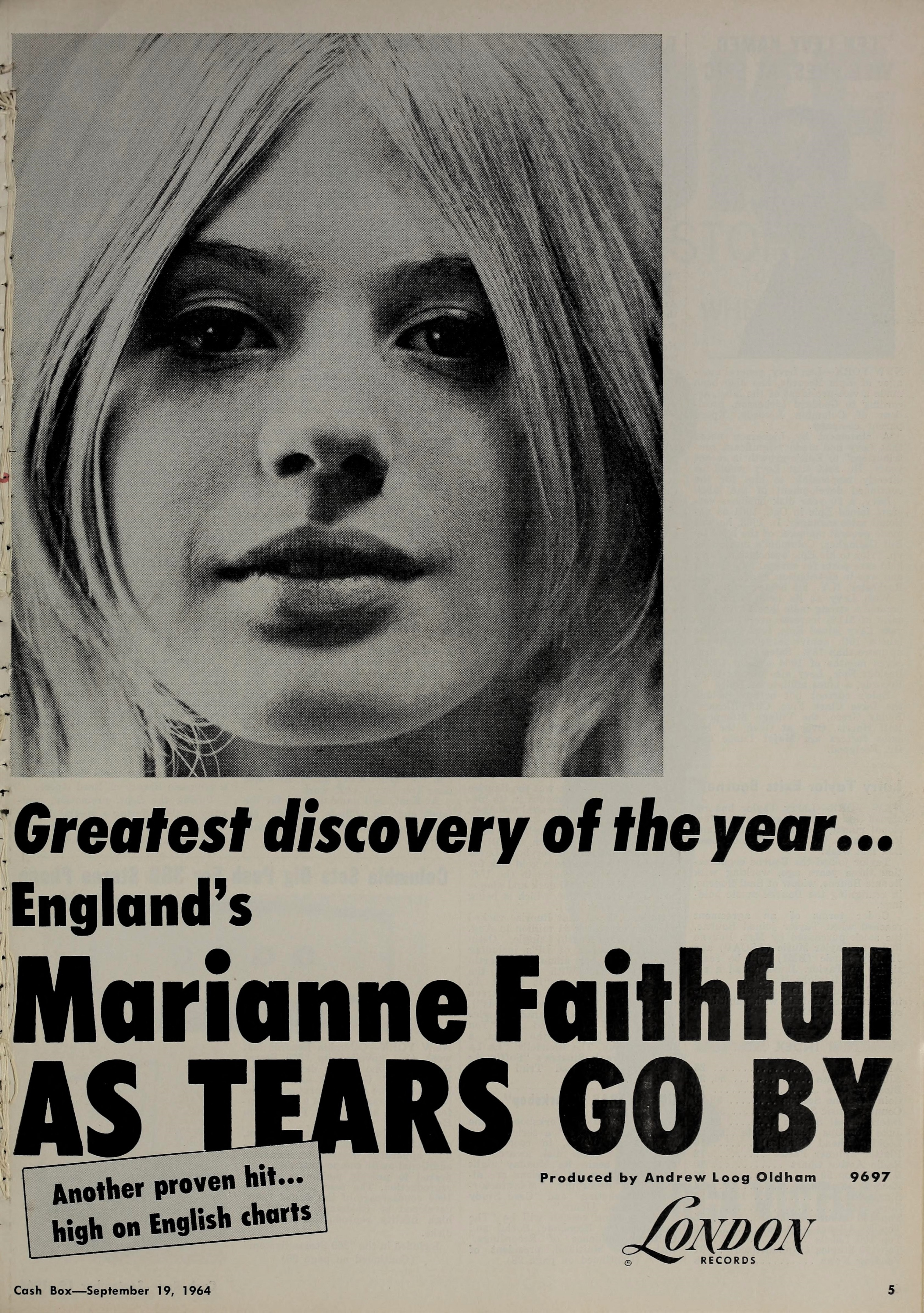
Афиша Cashbox, 19 сентября 1964

Карьеру певицы начала в 1964 году, давая свои первые концерты в кофейнях в качестве исполнительницы фолк-музыки. Вскоре начала принимать участие в лондонской светской жизни. В начале 1964 года посетила вечеринку, посвящённую выходу альбома Rolling Stones, вместе с художником Джоном Данбаром и познакомилась с Эндрю Лугом Олдхэмом, который открыл её талант. Её первый крупный релиз, «As Tears Go By», был написан и сочинён Джаггером, Ричардсом и Олдхэмом, и стал успешным в чартах. Rolling Stones записали свою версию год спустя, которая также стала успешной. Затем она выпустила ряд успешных синглов, включая «This Little Bird», «Summer Nights» и «Come and Stay With Me». Фейтфулл вышла замуж за Джона Данбара 6 мая 1965 года в Кембридже, шафером был Питер Эшер. Пара жила в квартире по адресу 29 Lennox Gardens в Белгрейвии, недалеко от Найтсбриджа, Лондон SW1. 10 ноября 1965 года родила их сына Николаса. Вскоре после этого она ушла от мужа и стала жить с Миком Джаггером.
В 1966 году взяла Николаса, чтобы жить с Брайаном Джонсом и Анитой Палленберг в Лондоне. В этот период Фейтфулл начала курить марихуану и стала лучшей подругой Палленберг. В том же году начала широко разрекламированные отношения с Миком Джаггером. Эта пара стала печально известной и в значительной степени частью тусовочной сцены свингующего Лондона. Её можно услышать в песне The Beatles «Yellow Submarine». Полиция, проводившая обыск в доме Кита Ричардса в Уэст-Уиттеринге, Сассекс, обнаружила Марианну голой, завёрнутой только в меховой коврик. Спустя 27 лет в интервью A.M. Хомс для Details Фейтфулл рассказала о своих более диких днях и призналась, что инцидент с меховым ковриком разрушил её личную жизнь: «Это уничтожило меня. Быть мужчиной-наркоманом и вести себя так — это всегда гламуризирует. Женщина в такой ситуации становится шлюхой и плохой матерью». В 1968 году у Фейтфулл, к тому времени уже пристрастившейся к кокаину, случился выкидыш во время отдыха в загородном доме Джаггера в Ирландии.

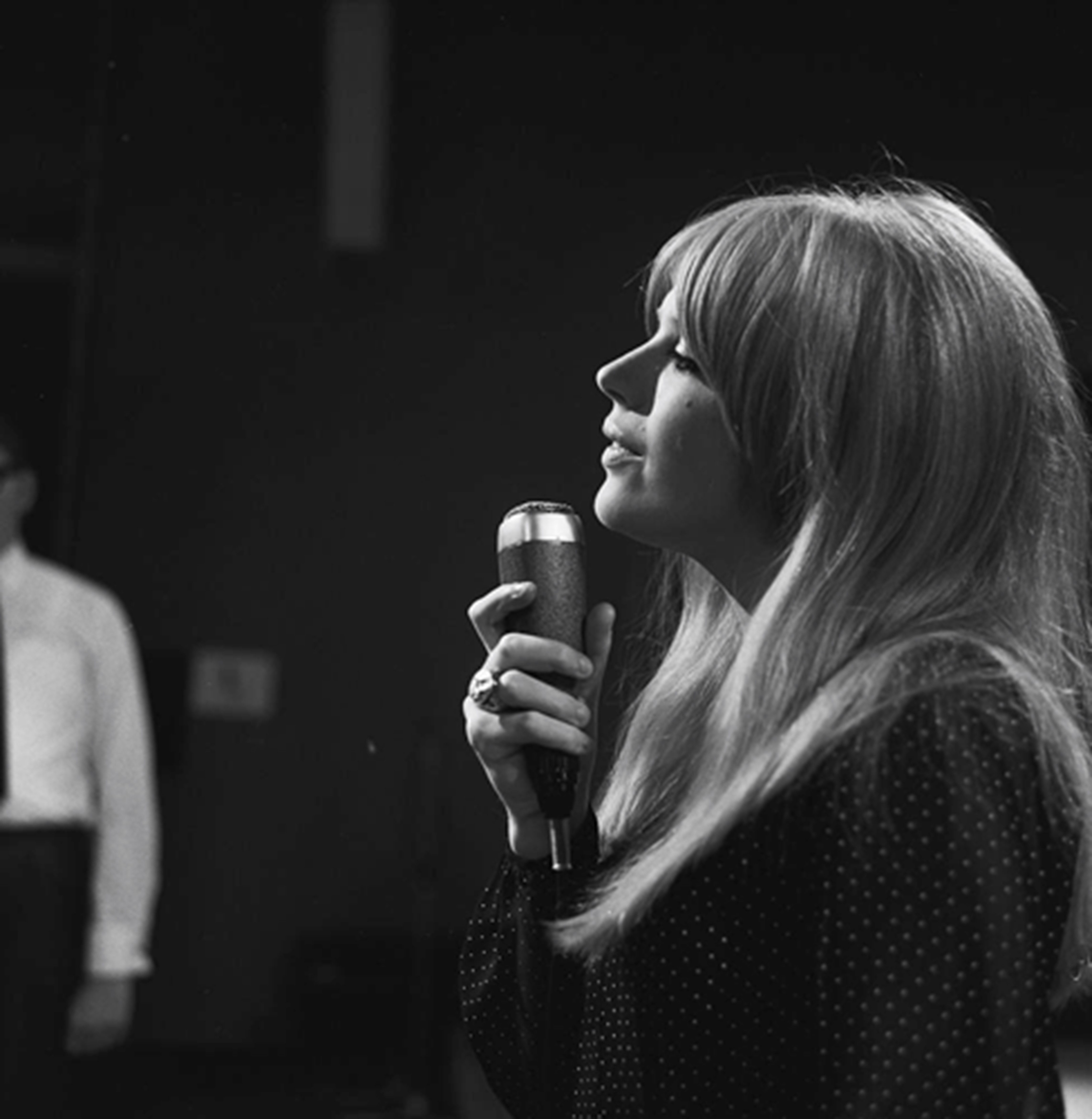
Марианна Фейтфулл выступает в голландской телепрограмме «Фанклуб» 17 сентября 1966 года

Участие Фейтфулл в жизни Джаггера отразилось в некоторых из самых известных песен Rolling Stones. Песня «Sympathy for the Devil», вошедшая в альбом 1968 года Beggars Banquet, была частично вдохновлена книгой «Мастер и Маргарита» Михаила Булгакова, с которой Фейтфулл познакомила Джаггера. Песня «You Can’t Always Get What You Want» в альбоме 1969 года Let It Bleed, предположительно, была написана и сочинена Фейтфулл; песни «Wild Horses» и «I Got the Blues» в альбоме 1971 года Sticky Fingers также предположительно были написаны под влиянием Фейтфулл, и она была соавтором песни «Sister Morphine» (авторство песни стало предметом длительной судебной тяжбы, которая в итоге была разрешена, и Фейтфулл была указана как соавтор). В своей автобиографии Фейтфулл писала, что Джаггер и Ричардс выпустили песню от своего имени, чтобы её агент не собирал все гонорары и доходы от песни, тем более что в то время она была бездомной и боролась с героиновой зависимостью. В 1968 году Фейтфулл приняла участие в концерте The Rolling Stones Rock and Roll Circus , исполнив сольную песню «Something Better».
Фейтфулл бисексуальна, на протяжении 1960-х годов у неё были отношения как с мужчинами, так и с женщинами.

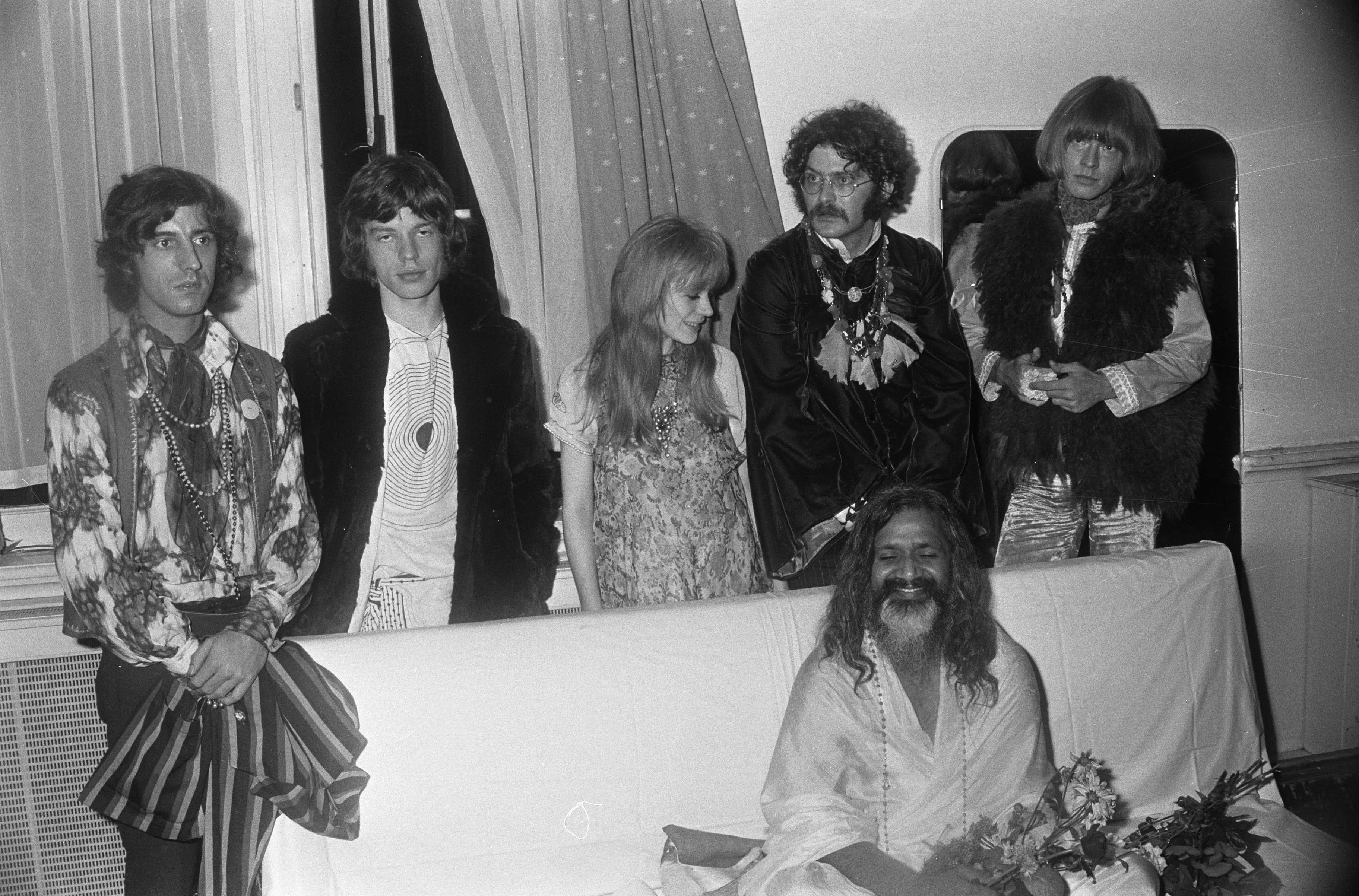
Майкл Купер, Мик Джаггер, Марианна Фейтфулл, Шепард Шербелл, Махариши Махеш Йоги и Брайан Джонс на концерте Королевского оркестра Концертгебау 1 сентября 1967 года

### 1970-е
Фейтфулл разорвала свои отношения с Джаггером в мае 1970 года, начав роман с лордом Россмором. В том же году она потеряла опеку над сыном, что привело к попытке самоубийства. Личная жизнь Фейтфулл пошла на спад, а её карьера пошла под откос. Она выступила лишь несколько раз, включая выступление на NBC в октябре 1973 года с Дэвидом Боуи, исполнив песню Сонни и Шер «I Got You Babe».
В течение двух лет Фейтфулл жила на улицах лондонского Сохо, страдая от героиновой зависимости и нервной анорексии. Друзья вмешались и записали её в программу NHS по борьбе с наркотиками, в рамках которой она могла ежедневно получать лекарства по рецепту фармацевта. В то время ей не удалось контролировать или стабилизировать свою зависимость. В 1971 году продюсер Майк Линдер нашёл её на улице и предпринял попытку возродить её карьеру, записав часть её альбома Rich Kid Blues. Альбом был «положен на полку» до 1985 года.
Тяжелый ларингит в сочетании с постоянным злоупотреблением наркотиками в этот период навсегда изменил голос Фейтфулл, сделав его хрипловатым и более низким. Хотя некоторые критики оценили новый звук как «пропитанный виски», журналист Джон Джонс из Sunday Times написал, что она «окончательно вульгаризировала свой голос». В 1975 году она выпустила альбом Dreamin' My Dreams (также известный под названием Faithless), написанный под влиянием кантри, который достиг первого места в Irish Albums Chart. Фейтфулл поселилась в сквоте без горячей воды и электричества в Челси с тогдашним бойфрендом Беном Брайерли, участником панк-группы The Vibrators. Позже она делила квартиры в Челси и Риджентс-парке с Генриеттой Мораес.
В 1979 году, в том же году, когда она была арестована за хранение марихуаны в Норвегии. Карьера Фейтфулл возобновилась с альбомом Broken English, одним из её самых высоко оценённых критиками альбомов. Частично под влиянием панковского бума и её брака с Брайерли в том же году, альбом варьировал от панк-поп-звучания заглавной композиции, которая была посвящена терроризму в Европе (в частности, Ульрике Майнхоф), до панк-регги-ритмов «Why D’Ya Do It?» — песни с агрессивным текстом, адаптированным из стихотворения Хиткоута Уильямса. Музыкальная структура этой песни сложна: хотя на первый взгляд это хард-рок, она представляет собой танго в 4/4, с начальным риффом электрогитары Барри Рейнольдса, в котором такты 1 и 4 каждой меры акцентированы на повышающем ударе, а такты 3 акцентированы на понижающем ударе. В своей автобиографии Фейтфулл отметила, что её плавное, но ритмичное прочтение текста Уильямса было «ранней формой рэпа». Broken English также стал альбомом, который показал всю степень употребления Фейтфулл алкоголя и наркотиков и их влияние на её голос: мелодичный вокал на её ранних записях сменился грубым, глубоким голосом, который помог передать сырые эмоции, выраженные в песнях альбома.

### 1980-е
Фейтфулл стала жить в Нью-Йорке после выхода в 1981 году альбома Dangerous Acquaintances — продолжения Broken English. В том же году она выступила в качестве вокалистки на сингле Руперта Хайна «Misplaced Love», который попал в чарт Австралии. Несмотря на своё возвращение, в середине 1980-х годов она все ещё боролась с зависимостью, и однажды сломала челюсть, споткнувшись на лестнице, находясь под воздействием наркотиков. В другом случае у неё остановилось сердце. В катастрофическом выступлении на Saturday Night Live обвинили слишком большое количество репетиций, но есть подозрение, что наркотики вызвали у неё спазм голосовых связок. Rich Kid Blues (1985) был ещё одной коллекцией её ранних работ в сочетании с новыми записями, двойной альбом, демонстрирующий как поп-, так и рок-н-ролл аспекты её творчества на сегодняшний день. В 1985 году Фейтфулл исполнила песню «Ballad of the Soldier’s Wife» в трибьют-альбоме Хэла Уиллнера Lost in the Stars: The Music of Kurt Weill. Сдержанное исполнение Фейтфулл очень подходит к материалу, и это сотрудничество легло в основу нескольких последующих работ.
В 1985 году она находилась на реабилитации в клинике Hazelden Foundation в Миннесоте. Затем она проходила лечение в больнице МакЛин в Белмонте, штат Массачусетс. Проживая в отеле в близлежащем Кембридже, Фейтфулл начала роман (будучи ещё замужем за Брайерли) с человеком с двойным диагнозом (психически больным и наркозависимым), Говардом Тоузом, который позже покончил жизнь самоубийством, выпрыгнув из окна 14-го этажа квартиры, которую они делили. В 1987 году Фейтфулл посвятила Тоузу «благодарность» на задней стороне обложки альбома Strange Weather: «Говарду Тоузу с любовью и благодарностью». В том же году был завершён развод Фейтфулл с Брайерли. В 1995 году она написала и спела о смерти Тоуза в песне «Flaming September» с альбома A Secret Life.
В 1987 году Фейтфулл вновь заявила о себе, на этот раз как джазовая и блюзовая певица, в альбоме Strange Weather, также спродюсированном Уиллнером. Этот альбом стал её самым восхваляемым критиками альбомом десятилетия. Пройдя полный цикл, обретшая новую жизнь Фейтфулл записала ещё одну песню «As Tears Go By» для Strange Weather, на этот раз более жёстким, более хриплым голосом. Певица призналась, что у неё осталось раздражение по поводу её первого хита. «Я всегда по-детски считала, что именно с этой чёртовой песни начались мои проблемы», — сказала она Джею Коксу в журнале Time, но она смирилась с этим, как и со своим прошлым. В 1987 году в интервью Рори О’Коннору из Vogue Фейтфулл заявила: «Сорок лет — это подходящий возраст, чтобы петь её, а не семнадцать». Альбом каверов был спродюсирован Хэлом Уиллнером после того, как эти двое провели множество выходных, прослушивая сотни песен из анналов музыки 20-го века. Они выбрали для записи такие разнообразные композиции, как «I’ll Keep It with Mine» Боба Дилана и «Yesterdays», написанную бродвейскими композиторами Джеромом Керном и Отто Харбахом. В работу также вошли мелодии, впервые прославившие таких корифеев блюза, как Билли Холлидей и Бесси Смит; заглавную композицию написал Том Уэйтс. В 1988 году Фейтфулл вышла замуж за писателя и актёра Джорджио Делла Терца, но в 1991 году они развелись.

### 1990-е
Когда Роджер Уотерс собрал звёздный состав музыкантов для исполнения рок-оперы «Стена» в Берлине в июле 1990 года, Фейтфулл сыграла роль чрезмерно заботливой матери Пинка. Её музыкальная карьера в третий раз возродилась в начале 1990-х годов с концертным альбомом Blazing Away, в котором Фейтфулл вновь обратилась к песням, которые она исполняла на протяжении своей карьеры. Blazing Away был записан в соборе Святой Анны в Бруклине. Среди 13 композиций — «Sister Morphine», кавер-версия песни Эдит Пиаф «Les Prisons du Roy» и «Why D’Ya Do It?» из альбома Broken English. Аланна Нэш из Stereo Review высоко оценила музыкантов, которых Фейтфулл выбрала для поддержки своего давнего гитариста Рейнольдса, к которому присоединились бывший участник The Band Гарт Хадсон и пианист Доктор Джон. Нэш также был впечатлён автобиографическим тоном альбома, отметив, что «хрипловатый альт Фейтфулл — это надтреснутый и замирающий рашпиль, голос женщины, побывавшей в аду и обратно на экскурсии, что, конечно, она и сделала». Рецензент назвал Фейтфулл «одной из самых сложных и искусных женщин-артисток», а рецензент Rolling Stone Фред Гудман утверждал: «Blazing Away — это прекрасная ретроспектива — доказательство того, что мы все ещё можем ожидать великих свершений от этой седеющей, измученной контессы».
В 1994 году на Island Records вышел сборник A Collection of Her Best Recordings одновременно с выходом автобиографии Фейтфулл; первоначально они имели одинаковую обложку. Он содержал обновлённую версию песни Фейтфулл «As Tears Go By» из Strange Weather, несколько композиций из Broken English и A Child’s Adventure, а также песню, написанную Патти Смит и предназначенную для включения в ирландский благотворительный альбом по борьбе со СПИДом. Этот трек, «Ghost Dance», предложенный Фейтфулл другом, который позже умер от СПИДа, был записан с трио старых друзей: Барабанщик Stones Чарли Уоттс и гитарист Рон Вуд поддержали вокал Фейтфулл в этой песне, а Кит Ричардс выступил сопродюсером. В ретроспективный альбом также вошёл один концертный трек «Times Square» из альбома Blazing Away, а также новая оригинальная песня Фейтфулл «She», написанная совместно с композитором и аранжировщиком Анджело Бадаламенти, которая должна была выйти в следующем году в альбоме A Secret Life с дополнительными песнями, написанными совместно с Бадаламенти. Фейтфулл также спела песню «Love is Teasin», ирландский народный стандарт, с группой The Chieftains в их альбоме The Long Black Veil, выпущенном в 1995 году. Фейтфулл спела дуэтом и прочитала текст в альбоме сан-францисской группы Oxbow «Serenade in Red» 1997 года. Фейтфулл также спела интерлюдию в песне Metallica «The Memory Remains» из альбома Reload того же года и снялась в клипе на эту песню; трек достиг 28-го места в США (3-е место в американском чарте Mainstream Rock) и 13-го места в Великобритании.
Продолжая увлекаться музыкой Германии веймарской эпохи, Фейтфулл выступила в «Трехгрошовой опере» в дублинском театре Gate, сыграв роль пиратки Дженни. Её интерпретация этой музыки привела к созданию нового альбома Twentieth Century Blues (1996), посвящённого музыке Курта Вайля и Бертольта Брехта, а также Ноэля Кауарда, за которым в 1998 году последовала запись The Seven Deadly Sins с симфоническим оркестром Венского радио под управлением Денниса Рассела Дэвиса. Огромный успех концертов и кабаре в сопровождении Пола Трублада за фортепиано увенчался съёмками DVD на Монреальском джазовом фестивале Marianne Faithfull Sings Kurt Weill.
В 1998 году Фейтфулл выпустила альбом A Perfect Stranger: The Island Anthology, двухдисковую компиляцию, которая повествовала о годах её работы на Island Records. В него вошли композиции из её альбомов Broken English, Dangerous Acquaintances, A Child’s Adventure, Strange Weather, Blazing Away и A Secret Life, а также несколько би-сайдов и неизданных треков.
DVD Фейтфулл Dreaming My Dreams 1999 года содержал материалы о её детстве и родителях, исторические видеоматериалы, начиная с 1964 года, и интервью с певицей и несколькими друзьями, знавшими её с детства. Документальный фильм включал разделы о её отношениях с Джоном Данбаром и Миком Джаггером, а также краткие интервью с Китом Ричардсом. В конце фильма были показаны кадры из 30-минутного живого концерта, первоначально транслировавшегося на канале PBS в серии Sessions at West 54th. В том же году она заняла 25-е место в списке «100 величайших женщин рок-н-ролла» по версии VH1.
Роджер Уотерс (Pink Floyd) написал песню «Incarceration of a Flower Child», изображая Сида Барретта, в 1968 году; она никогда не была записана Pink Floyd. В конечном итоге песня была записана Марианной Фейтфулл в её альбоме 1999 года Vagabond Ways.

### 2000-е

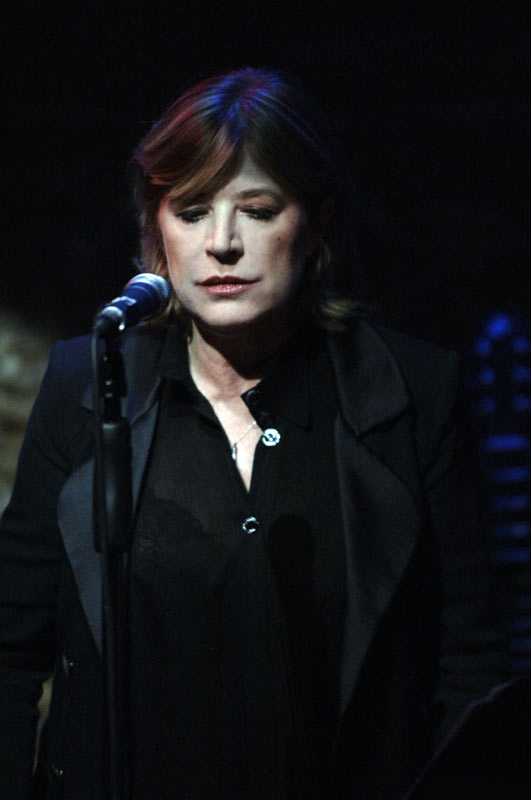
Фейтфулл выступает в 2008 году.

В 2000-х годах Фейтфулл выпустила несколько альбомов, получивших положительные отзывы критиков, начиная с Vagabond Ways (1999), который был спродюсирован и записан Марком Ховардом. В альбом вошли совместные работы с Даниэлем Лануа, Эммилу Харрис, Роджером Уотерсом из Pink Floyd и писателем (и другом) Фрэнком Макгиннессом. Позже в том же году она исполнила песню «Love Got Lost» в альбоме Джо Джексона Night and Day II.
Её ренессанс продолжился с альбомом Kissin Time, выпущенным в 2002 году. Альбом содержал песни, написанные совместно с Blur, Беком, Билли Корганом, Джарвисом Кокером, Дэйвом Стюартом, Дэвидом Кортсом и французским поп-певцом Этьеном Дахо. На этой пластинке она отдала дань уважения Нико (песня «Song for Nico»), творчеством которой она восхищалась. В альбом также вошла автобиографическая песня, написанная ею совместно с Кокером, под названием «Sliding Through Life on Charm».
В 2005 году она выпустила альбом Before the Poison. Альбом был в основном совместной работой с Пи Джей Харви и Ником Кейвом, хотя Дэймон Албарн и Джон Брайон также внесли свой вклад. Альбом Before the Poison получил смешанные отзывы от Rolling Stone и Village Voice. В 2005 году она записала (и выступила сопродюсером) «Lola R Forever», кавер-версию песни Сержа Генсбура «Lola Rastaquouere» вместе с Слаем и Робби для трибьют-альбома Monsieur Gainsbourg Revisited. В 2007 году Фейтфулл сотрудничала с британским поэтом-песенником Патриком Вулфом в дуэте «Magpie» из его третьего альбома The Magic Position, а также написала и записала новую песню для французского фильма Truands «A Lean and Hungry Look» вместе с Ulysse.
В марте 2007 года она вернулась на сцену с гастрольным шоу под названием Songs of Innocence and Experience. Выступление проходило в полуакустическом стиле при поддержке трио и гастролировало по европейским театрам в течение весны и лета. В шоу прозвучало много песен, которые она раньше не исполняла вживую, включая «Something Better», песню, которую она пела на концертной программе The Rolling Stones Rock and Roll Circus. В шоу также вошли песни Гарри Нилсона «Don’t Forget Me», «Marathon Kiss» из Vagabond Ways и версия традиционной песни «Spike Driver Blues».
Статьи, опубликованные в то время, намекали на то, что Фейтфулл собирается на пенсию и надеется, что деньги от «Песен невинности и опыта» позволят ей жить в комфорте. Она сказала: «Я не готова к тому, что мне будет 70 лет и я буду абсолютно без денег. В прошлом году я поняла, что у меня нет никакой страховочной сетки, и мне придётся её завести. Поэтому мне нужно изменить своё отношение к жизни, что означает, что я должна откладывать по 10 процентов каждый год на старость. Я хочу быть в таком положении, когда мне не нужно будет работать. Я должна была подумать об этом давным-давно, но не подумала». Однако она по-прежнему жила в своей квартире в Париже
(расположенной на одной из самых дорогих улиц столицы) и имела дом в графстве Уотерфорд, Ирландия. Запись альбома Easy Come, Easy Go началась в Нью-Йорке 6 декабря 2007 года; продюсером альбома выступил Хэл Уиллнер, ранее записавший Strange Weather в 1997 году. В альбом вошла версия песни Моррисси «Dear God Please Help Me» из его альбома 2006 года Ringleader of the Tormentors. В марте 2009 года она исполнила песню «The Crane Wife 3» на «Позднем шоу с Дэвидом Леттерманом». В конце марта она начала турне Easy Come, Easy Go, в рамках которого посетила Францию, Германию, Австрию, Нью-Йорк, Лос-Анджелес и Лондон.
16 апреля 2009 года во время подготовки к посадке на рейс British Airways в лондонском аэропорту «Гатвик», направлявшийся на концерт в Болонью, Франсуа Равар, сопровождавший Фейтфулл, был задержан, а затем арестован. В заявлении British Airways говорится следующее: «Мужчина-клиент стал вести себя агрессивно и оскорбительно во время регистрации, когда ему отказали в перелёте на рейсе из Гатвика в Болонью. По прибытии на регистрацию он выглядел нетрезвым. В таких обстоятельствах проводится оценка, может ли пассажир быть допущен к полёту. Когда ему было отказано в перелёте, он стал физически и словесно оскорблять пассажиров. Была вызвана полиция, и он был арестован. Мы не будем терпеть подобное поведение». Однако Фейтфулл не пила и была допущена на борт. Пара летела в Италию в рамках своего мирового турне, посвящённого продвижению Easy Come, Easy Go. По словам её представителя, «Марианна находилась в аэропорту Гатвик, но не была никак вовлечена в произошедшую ситуацию, и ей удалось добраться до Болоньи, как и планировалось. Её концерт сегодня вечером состоится, как и планировалось, а Франсуа прилетел вчера из Великобритании, чтобы присоединиться к ней. Марианна не была пьяна во время инцидента, и она не употребляет алкоголь. Она наслаждается жизнью и любит её, поскольку она трезва и чиста».
3 мая 2009 года она появилась на телеканале CBS News Sunday Morning и взяла интервью у Энтони Мейсона в сегменте «Воскресный профиль». Интервью Фейтфулл и Мейсона в студии и на улице (Нью-Йорк) перемежались обширными биографическими и музыкальными материалами.
В ноябре Фейтфулл дала интервью Дженнифер Дэвис на Всемирном радио Швейцарии, где она рассказала о проблемах, связанных со стереотипом «матери или чистой жены». Из-за этого, настаивает она, было трудно поддерживать долгую карьеру в качестве женщины-артиста, что, по её словам, заставило её сопереживать Эми Уайнхаус, когда они недавно встретились.
В 2010 году она была удостоена награды «Икона года» от журнала Q.

### 2010-е
31 января 2011 года Фейтфулл выпустила свой 18-й студийный альбом Horses and High Heels в континентальной Европе, который получил смешанные отзывы. Альбом из 13 треков содержит четыре песни, написанные Фейтфулл в соавторстве, остальные — каверы на известные песни, такие как «Goin' Back» Дасти Спрингфилд и «Past, Present, Future» группы Shangri-Las. Выпуск компакт-диска в Великобритании был запланирован на 7 марта 2011 года. Фейтфулл поддержала выпуск альбома обширным европейским турне с группой из пяти человек, прибыв в Великобританию 24 мая для редкого выступления в лондонском Барбикан-центре, а 26 мая состоялось дополнительное выступление в Леамингтон Спа.
7 мая 2011 года она выступила на шоу Грэма Нортона на BBC Radio 2. В декабре 2011 года она воссоединилась с Metallica на праздновании их 30-летия в Филморе, где исполнила песню «The Memory Remains».
В 2012 году Фейтфулл записала кавер-версию композиции Стиви Никс из альбома Fleetwood Mac Tusk в рамках трибьют-проекта Fleetwood Mac. Композиция «Angel» была выпущена 14 августа 2012 года в рамках трибьют-альбома Just Tell Me That You Want Me.
22 июня 2013 года она выступила с аншлаговым концертом в Queen Elizabeth Hall с джазовым музыкантом Биллом Фризеллом в рамках фестиваля Meltdown, который курировала Йоко Оно.
В сентябре 2014 года Фейтфулл выпустила альбом полностью нового материала под названием Give My Love to London. В конце 2014 года она начала 12-месячное турне, посвящённое 50-летию своей деятельности.
Во время веб-чата, организованного The Guardian 1 февраля 2016 года, Фейтфулл рассказала о планах выпустить концертный альбом с тура в честь своего 50-летия. У неё также были идеи для продолжения альбома Give My Love to London, но она не собиралась записывать новый материал по крайней мере в течение полутора лет.
Последний альбом Фейтфулл, Negative Capability, был выпущен в ноябре 2018 года. В нём приняли участие Роб Эллис, Уоррен Эллис, Ник Кейв, Эд Харкорт и Марк Ланеган.

### 2020-е
Альбом в стиле spoken word She Walks in Beauty был выпущен весной 2021 года. Его сопровождают музыкальные аранжировки Уоррена Эллиса, Брайана Ино, Ника Кейва и Винсента Сигала. В альбоме она читает стихи британских поэтов-романтиков XIX века.
В 2023 году журнал Rolling Stone поставил Фейтфулл на 173-е место в своём списке 200 величайших певцов всех времён.

## Личная жизнь
У Фейтфулл было три выкидыша и четыре аборта. Первый аборт был в 1965 году, когда она забеременела от Джина Питни; в то время эта процедура все ещё была незаконна в Соединённом Королевстве, и Фейтфулл заявила, что ей было трудно справляться с чувством вины. Она начала чувствовать себя лучше, когда через год родился её сын. Последующие аборты были связаны с её периодом употребления наркотиков, поскольку она не хотела, чтобы дети родились наркоманами.

### Здоровье и смерть
В конце 2004 года Фейтфулл отменила европейскую часть мирового турне, посвящённому выходу нового альбома — Before the Poison, после обморока на сцене в Милане, и была госпитализирована с истощением. В 2005 году тур возобновился и, помимо европейских стран, включал в себя выступления по США. В сентябре 2006 года Марианна отменила концертный тур после того, как ей поставили диагноз рак молочной железы. В следующем месяце ей сделали операцию во Франции, и дальнейшее лечение не потребовалось, так как опухоль была обнаружена на ранней стадии. Менее чем через два месяца после новости о её болезни, Фейтфулл сделала публичное заявление о полном выздоровлении. В октябре 2007 года Фейтфулл заявила в британской телевизионной программе «This Morning», что она страдает гепатитом С и что данный диагноз ей был поставлен 12 лет назад. 30 мая 2014 года Фейтфулл сломала бедро после падения во время отпуска на греческом острове Родос и перенесла операцию. Впоследствии на месте протеза развилась инфекция, в результате чего Фейтфулл пришлось отложить часть своего тура, посвящённого 50-летию, из-за повторной операции и реабилитации. 4 апреля 2020 года было объявлено, что Фейтфулл находится в больнице в Лондоне, где проходит лечение от пневмонии после того, как она получила положительный результат на COVID-19. Менеджер Фейтфулл сообщил, что её состояние «стабильное». 21 апреля она была выписана после трёхнедельной госпитализации, полностью выздоровев от вируса. В кратком заявлении Фейтфулл публично поблагодарила персонал больницы, который «без сомнения» спас ей жизнь. Сначала она думала, что не сможет снова петь после воздействия коронавируса на её лёгкие. Однако с тех пор она работала над своим дыханием и занималась пением в качестве части своего лечения.
Фейтфулл умерла в Лондоне 30 января 2025 года в возрасте 78 лет.

## Фильмография
- 2005: Live in Hollywood (США, 110 минут), режиссёр Марк Лукас (это фильм о её концерте весной 2005 года в Henry Fonda Theater в Лос-Анджелесе, Калифорния, во время американского этапа тура, посвящённого её 40-летию, включающий лучшие песни с её (тогда) недавнего альбома Before The Poison (2005), такие песни, как «Working Class Hero» Джона Леннона и «Incarceration Of A Flower Child» Роджера Уотерса, и такие хиты, как «The Ballad of Lucy Jordan», «Guilt», «As Tears Go by», «Broken English» и «Sister Morphine»; музыканты: Лео Солофф, Фернандо Сондерс, Барри Рейнольдс, Кортни Уильямс; выпущен компанией Eagle Rock Entertainment Ltd 20 сентября 2005 года, комплект из 2 дисков (CD + DVD) включает 30-минутное интервью с Marianne Faithfull в качестве бонуса на DVD; в комплект входит основной концерт на DVD и CD; общий хронометраж DVD: 2ч 23мин; треклист: 1. Trouble In Mind, 2. Falling From Grace, 3. Mystery Of Love, 4. Ballad Of Lucy Jordan, 5. She, 6. No Child Of Mine, 7. Last Song, 8. Kissin' Time, 9. Times Square, 10. Working Class Hero, 11. Incarceration Of A Flower Child, 12. Strange Weather, 13. Guilt, 14. As Tears Go By, 15. Sister Morphine, 16. Crazy Love, 17. Broken English, 18. Why D’ya Do It)
- 2016: Marianne Faithfull — Fleur d'âme (Франция, 62 минуты), режиссёр Сандрин Боннэр (это видеопортрет и интервью Марианны Фейтфулл, снятое французской актрисой Сандрин Боннэр)

## Достижения

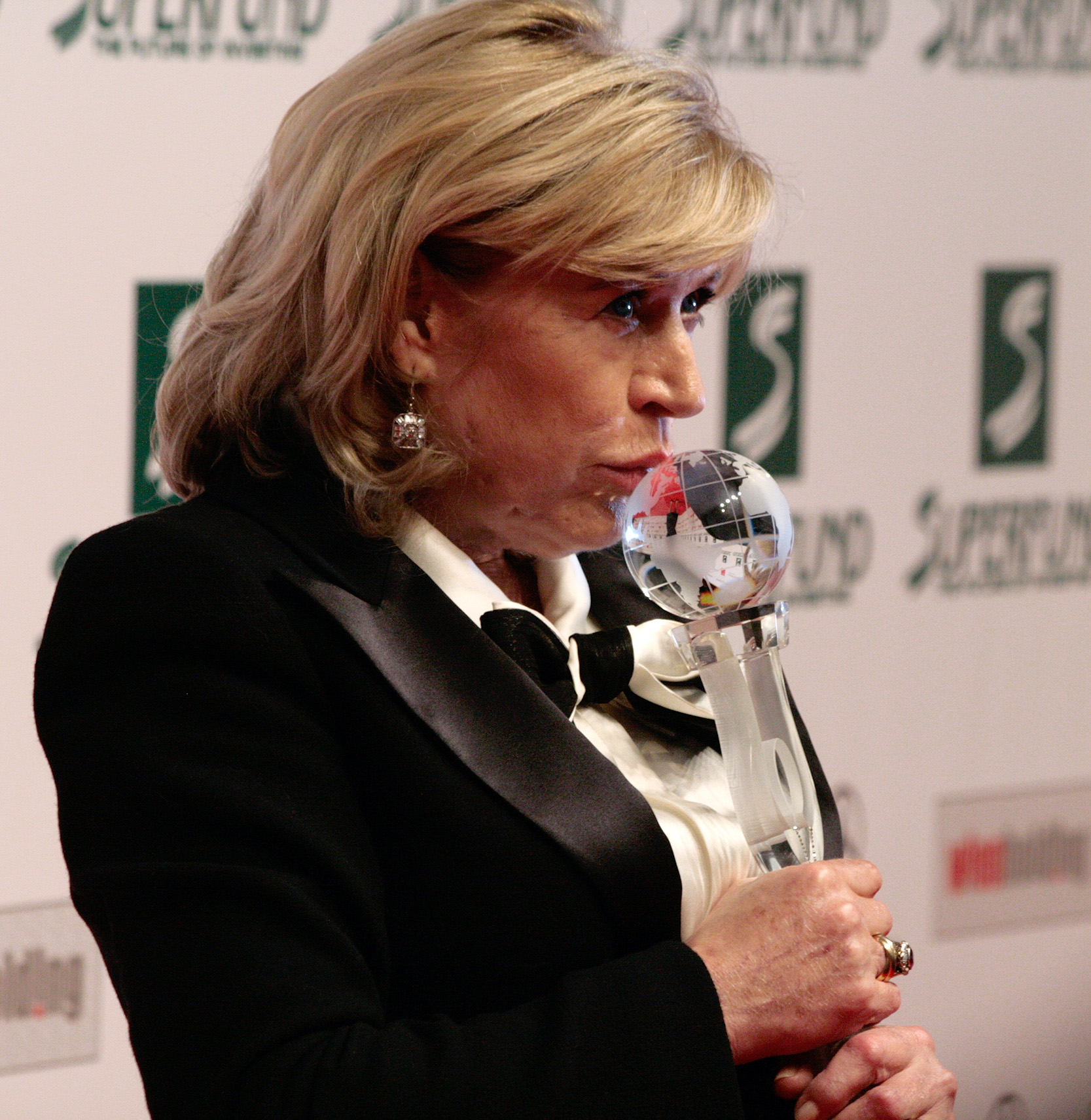
Фейтфулл, Women’s World Awards, Вена 2009 г.

В 1999 году Фейтфулл заняла 25-е место в списке «100 величайших женщин рок-н-ролла» по версии телеканала VH1.
4 ноября 2007 года Европейская киноакадемия объявила, что Фейтфулл получила номинацию на премию «Лучшая актриса» за роль Мэгги в фильме «Ирина Палм». На 20-й ежегодной церемонии вручения Европейской кинопремии, состоявшейся в Берлине 1 декабря 2007 года, Фейтфулл уступила Хелен Миррен.
5 марта 2009 года Фейтфулл получила награду World Arts Award за жизненные достижения на церемонии 2009 Women’s World Awards. «Вклад Марианны в искусство на протяжении 45 лет, включая 18 студийных альбомов в качестве певицы, автора песен и переводчика, а также многочисленные выступления на сцене и экране, теперь отмечен этой специальной наградой». Награда была вручена в Вене, а церемония была показана по телевидению в более чем 40 странах 8 марта 2009 года в рамках Международного женского дня.
23 марта 2011 года Фейтфулл была награждена Орденом искусств и литературы, одной из высших культурных наград Франции.

## Дискография
- Marianne Faithfull (1965)
- Come My Way (1965, только в Великобритании)
- Go Away from My World (1965, только в США)
- North Country Maid (1966, только в Великобритании)
- Faithfull Forever (1966, только в США)
- Love in a Mist (1967, только в Великобритании)
- Dreamin' My Dreams (1976, переиздан с четырьмя новыми треками под названием Faithless в 1978 году)
- Broken English (1979)
- Dangerous Acquaintances (1981)
- A Child's Adventure (1983)
- Rich Kid Blues (1985, записан в 1971 году)
- Strange Weather (1987)
- A Secret Life (1995)
- The Seven Deadly Sins (1998)
- Vagabond Ways (1999)
- Kissin Time (2002)
- Before the Poison (2005)
- Easy Come, Easy Go (2008)
- Horses and High Heels (2011)
- Give My Love to London (2014)
- Negative Capability (2018)
- She Walks in Beauty (2021)[64]

### Сборники
- Marianne Faithfull’s Greatest Hits (1969)
- As Tears Go By (1980)
- The Very Best of Marianne Faithfull (1987)
- Marianne Faithfull’s Greatest Hits (1987)
- This Little Bird (1993)
- Faithfull: A Collection of Her Best Recordings (1994)
- The Best of Marianne Faithfull (1999)
- It’s All Over Now, Baby Blue (2000)
- True — The Collection (2000)
- Stranger On Earth: An Introduction to Marianne Faithfull (2001)
- The Best of Marianne Faithfull: The Millennium Collection (2003)
- Marianne Faithfull: The Collection (2005)

## Актёрская карьера
Помимо музыкальной карьеры, Фейтфулл играла в театре, на телевидении и в кино.
Её первое профессиональное выступление в театре состоялось в 1967 году в адаптации пьесы Чехова «Три сестры» в лондонском театре Ройал Корт, где она сыграла Ирину в одной роли с Глендой Джексон и Аврил Элгар. За год до этого она сыграла саму себя в фильме Жан-Люка Годара «Сделано в США». В 1967 году Фейтфулл снялась в фильме «Я никогда не забуду, как меня зовут», с Орсоном Уэллсом в главной роли, вместе с Оливером Ридом, став первым актёром, произнёсшим слово «fuck» в диалоге фильма. В фильме «Анна», снятом на французском телевидении, с Анной Кариной в главной роли, Фейтфулл спела песню Сержа Генсбура «Hier ou Demain». 1968 год ознаменовался для неё фетишистским образом мотоциклистки в чёрной кожаной одежде во французском фильме «Мотоциклистка» (La Motocyclette, английские названия: The Girl on a Motorcycle и Naked Under Leather) с Аленом Делоном, а 1969 год — фильмом Кеннета Энгера «Восход Люцифера» в роли Лилит. В 1969 году в Лондоне в театре Round House Фейтфулл сыграла Офелию с Николем Уильямсоном в главной роли в «Гамлете». Эта постановка была экранизирована, в одноимённый фильм «Гамлет», режиссёром выступил Тони Ричардсон.
Среди её сценических работ также были «Раннее утро» Эдварда Бонда в лондонском театре Ройал Корт, в котором она сыграла лесбиянку Флоренс Найтингейл, «Коллекционер» в театре Святого Мартина в Вест-Энде вместе с Саймоном Уильямсом, «Бешеный пёс» в Хэмпстедском театре вместе с Денхолмом Эллиоттом, «Патриот для меня» Джона Осборна в Дворцовом театре Уотфорда в Уотфорде и роль Лиззи Карри в пьесе Н. Ричарда Нэша «Продавец дождя», которая гастролировала по Великобритании и в которой партнёром Фейтфулл был Питер Гилмор. Среди других ролей в кино в 1970-х годах — Софи Квиквер в фильме Стивена Уикса «История призраков» (он же «Особняк Мэдхаус»), заново отреставрированном и вышедшем на DVD в Великобритании в 2009 году, и Хелен Рошфор в фильме «Нападение на Агатон».
В конце 1960-х и начале 1970-х годов она снималась на телевидении, в том числе в фильме «Дверь возможностей» (1970) с Йеном Огилви, адаптированном по рассказу У. Сомерсета Моэма, затем в фильме Августа Стриндберга «Сильнее» (1971) с Бритт Экланд, и в фильме «Ужасный Джим Фитч» (1971) Джеймса Лео Херлихая, в котором Фейтфулл вновь сыграла в паре с Николом Уильямсоном.
В 1991 году она сыграла роль пиратки Дженни в «Трёхгрошовой опере» в театре «Гейт» в Дублине. Позже она исполнила «Семь смертных грехов» Курта Вайля с симфоническим оркестром Венского радио, диск с записью которого был выпущен в 1998 году.
Она играла и Бога, и Дьявола. Она дважды выступала в роли Бога в британском ситкоме «Ещё по одной» вместе с подругой Дженнифер Сондерс, а дьявола играла другая близкая подруга, Анита Палленберг. В 2004 и 2005 годах она сыграла Дьявола в мюзикле Уильяма Берроуза и Тома Уэйтса «Чёрный всадник» под руководством Роберта Уилсона, премьера которого состоялась в лондонском театре «Барбикан», гастролировала в Сан-Франциско, но перед выступлением на Сиднейском фестивале была вынуждена отказаться из-за переутомления.
В 2001 году Фейтфулл вместе с Люси Рассел и Ламбертом Вильсоном сыграла в фильме К. С. Ли «Далеко от Китая». Она также сыграла в фильме Патриса Шеро «Интим» (2001) и в 2004 году в фильме Хосе Хайота «Nord-Plage». Фейтфулл сыграла роль императрицы Марии Терезии в биографическом фильме Софии Копполы «Мария Антуанетта» (2006). Она снялась в фильме «Ирина Палм сделает это лучше», вышедшем на Берлинском кинофестивале в 2007 году. Фейтфулл играет главную роль Мэгги, 60-летней вдовы, которая становится секс-работницей, чтобы оплатить лечение больного внука.
Фейтфулл приняла участие в озвучивании фильма 2008 года «Злые зовы: Ворон», хотя этот фильм был снят несколькими годами ранее, когда проект ещё назывался «Один в темноте». В 2008 году она снялась в документальном фильме Ника Шихана о Брайоне Гайсине и машине снов под названием «Машина сновидений».
В 2008 году Фейтфулл гастролировала с чтением сонетов Шекспира, опираясь на последовательность «Тёмной леди». Её аккомпаниатором был виолончелист Венсан Сегаль.
В 2011 и 2012 годах Фейтфулл сыграла роли второго плана в фильмах «Лица в толпе» и «Красавица сеньора».
Фейтфулл сыграла главную роль в постановке «Семь смертных грехов» Курта Вайля в Landestheater Linz, Австрия. Постановка шла с октября 2012 по январь 2013 года.
18 сентября 2013 года Фейтфулл снялась в документальном сериале о генеалогии «Родословная семьи», в котором она прослеживала корни своей семьи, в частности, по материнской линии в Австрии до Второй мировой войны.

### Фильмы и телевидение
| Год  | Фильм                                 | Роль                            | Примечания                                                                                     |
| ---- | ------------------------------------- | ------------------------------- | ---------------------------------------------------------------------------------------------- |
| 1966 | Сделано в США                         | Играет себя, поёт в кафе        | Исполняет песню «As Tears Go By»                                                               |
| 1967 | Анна (ТВ фильм)                       | Молодая женщина на танцах       |                                                                                                |
| 1967 | I’ll Never Forget What’s’isname       | джози                           | Фейтфулл стала первой, кто сказал слово «fuck» в мейнстримовой студийной картине.              |
| 1968 | Девушка на мотоцикле                  | Ребекка                         |                                                                                                |
| 1969 | Гамлет                                | Офелия                          |                                                                                                |
| 1971 | The Stronger                          |                                 | Телевизионный фильм с Бритт Экланд, режиссёр Патрик Гарланд                                    |
| 1972 | Восстание Люцифера (Короткометражный) | Лилит                           |                                                                                                |
| 1974 | История призрака                      | Софи Квиквер                    |                                                                                                |
| 1975 | Нападение на Агафон                   | Элен Рошфор                     |                                                                                                |
| 1992 | Поворот винта                         | Рассказчик                      |                                                                                                |
| 1993 | Когда свиньи летают                   | Лилли                           |                                                                                                |
| 1994 | Шоппинг                               | Бев                             |                                                                                                |
| 1995 | Moondance                             | Мать                            | Дополнительно исполнила вокал в песне «Madam George».                                          |
| 1996 | Криминальное время                    | Клубная певица                  |                                                                                                |
| 2001 | Интим                                 | Бетти                           |                                                                                                |
| 2001 | Далеко от Китая                       | Хелен                           |                                                                                                |
| 2001 | Ещё по одной (ТВ сериал)              | Бог                             | — «Последний крик: Часть 1» (1996) — «Последний крик: Часть 2» (1996) — «Осёл» (2001)          |
| 2004 | Письмо к истине                       | Рассказчик                      | Документальный фильм. Автор сценария и режиссёр Брюс Вебер. Выпущен в Великобритании в 2008 г. |
| 2006 | Париж, я люблю тебя                   | Марианна                        | (эпизод «IV округ: Маре»)                                                                      |
| 2006 | Мария Антуанетта                      | Императрица Мария Терезия       |                                                                                                |
| 2007 | Ирина Палм сделает это лучше          | Мэгги                           | Номинирована: Европейская кинопремия за лучшую женскую роль                                    |
| 2011 | Лица в толпе                          | доктор Лангенкамп               |                                                                                                |
| 2012 | Красавица сеньора                     | Мариетт                         |                                                                                                |
| 2013 | Кто вы, по-вашему, такие? (ТВ сериал) | Играет себя, серия 10, эпизод 9 |                                                                                                |
| 2021 | Дюна                                  | Предок Бене Гессерит (голос)    |                                                                                                |
| 2023 | Дикий призыв                          | Рассказчик (озвучка)            |                                                                                                |

### Театр
| Год  | Спектакль            | Роль                                                 | Место                                              | Примечания                    |
| ---- | -------------------- | ---------------------------------------------------- | -------------------------------------------------- | ----------------------------- |
| 1967 | Три сестры           | Ирина                                                | Ройал-Корт, Лондон                                 |                               |
| 1968 | Раннее утро          | Флоренс Найтингейл                                   | Ройал-Корт, Лондон                                 |                               |
| 1969 | Гамлет               | Офелия                                               | Раундхаус, Лондон                                  |                               |
| 1973 | Алиса в стране чудес | Алиса                                                | Королевский театр, Брайтон                         |                               |
| 1973 | Патриот для меня     | графиня Софья Делянова                               | Дворцовый театр Уотфорда                           |                               |
| 1973 | Бешеный пёс          | Джейн Ладлоу; Маленький Форд Фаунтлерой (переодетая) | Театр Хэмпстед, Лондон                             |                               |
| 1974 | Коллекционер         | Миранда                                              | Театр Уиверн, Суиндон                              | Театр святого Мартина, Лондон |
| 1975 | Продавец дождя       | Лиззи Кёрри                                          | Театр Кеннета Мора, Илфорд и тур по Великобритании |                               |
| 1975 | Королевство Земли    | Миртл Равенсток                                      | Театр Гринвуд, Лондон                              |                               |
| 1991 | Трёхгрошовая опера   | пиратка Дженни                                       | Театр Врат, Дублин                                 |                               |
| 2004 | Чёрный всадник       | Деревяшка                                            | Барбакан-центр, Лондон                             |                               |